# Cephalastor tupasy
Cephalastor tupasy är en stekelart som beskrevs av Garcete-barrett 2001. Cephalastor tupasy ingår i släktet Cephalastor och familjen Eumenidae. Inga underarter finns listade.